# سرنگتی‌خرگوش‌ها
سرنگتی‌خرگوش‌ها (نام علمی: Serengetilagus) یکی از سرده‌های خرگوش‌سانان از تیرهٔ خرگوشان است. در پلیوسن در کنیا و تانزانیا و پایان میوسن در چاد زندگی می‌کرد. Serengetilagus بهترین آرایه از Laetoli است که تقریباً ۳۴ درصد از فسیل‌های موجود در بستر Laetolil به این سرده نسبت داده می‌شود. نمونه‌های اضافی از آنگولا، مراکش و اوکراین نیز ممکن است به این سرده تعلق داشته باشند. دارای تعدادی ویژگی خاص ناشناخته در خرگوش‌سان‌های دیگر بود، مانند مزوفلکسید «از دست رفته» در پرمولر سوم خود.